# Marc Faber
Marc Faber (ur. 28 lutego 1946 w Zurychu) jest ekonomistą, analitykiem i przedsiębiorcą szwajcarskiego pochodzenia, przedstawicielem austriackiej szkoły ekonomii. Ukończył ekonomię na Uniwersytecie w Zurychu, w wieku 24 lat uzyskał tytuł doktora ekonomii. W 1990 założył własną firmę: Marc Faber Limited. Słynie z przewidywania zachowań rynku, przewidział m.in. zapaść w październiku 1987. Jest autorem miesięcznego newslettera inwestycyjnego 'The Gloom Boom&Doom Report'.